# Sphagnomphalia brevibasidiata
Sphagnomphalia brevibasidiata är en svampart som först beskrevs av Rolf Singer, och fick sitt nu gällande namn av Redhead, Moncalvo, Vilgalys & Lutzoni 2002. Sphagnomphalia brevibasidiata ingår i släktet Sphagnomphalia, ordningen Hymenochaetales, klassen Agaricomycetes, divisionen basidiesvampar och riket svampar.   Inga underarter finns listade i Catalogue of Life.
I den svenska databasen Dyntaxa används istället namnet Gyroflexus brevibasidiatus för samma taxon.  Arten är reproducerande i Sverige.